# Яновиці (Сандомирський повіт)
Яновиці (пол. Janowice) — село в Польщі, у гміні Самбожець Сандомирського повіту Свентокшиського воєводства.
Населення — 485 осіб (2011).
У 1975-1998 роках село належало до Тарнобжезького воєводства.

## Демографія
Демографічна структура на день 31 березня 2011 року:
|          | Загалом | Допрацездатний вік | Працездатний вік | Постпрацездатний вік |
| -------- | ------- | ------------------ | ---------------- | -------------------- |
| Чоловіки | 255     | 55                 | 165              | 35                   |
| Жінки    | 230     | 32                 | 134              | 64                   |
| Разом    | 485     | 87                 | 299              | 99                   |